# Laperousecythere
Laperousecythere is een geslacht van kreeftachtigen uit de klasse van de Ostracoda (mosselkreeftjes).

## Soorten
- Laperousecythere robusta (Tabuki, 1986) Brouwers, 1993
- Laperousecythere yahtsensis Brouwers, 1993